# Lijst van voetbalinterlands Brazilië - Spanje
Deze lijst van voetbalinterlands is een overzicht van alle officiële voetbalwedstrijden tussen de nationale teams van Brazilië en Spanje. De landen hebben tot op heden tien keer tegen elkaar gespeeld. De eerste wedstrijd, een achtste finale tijdens het Wereldkampioenschap voetbal 1934, werd gespeeld in Genua (Italië) op 27 mei 1934. De laatste ontmoeting, een vriendschappelijke wedstrijd, vond plaats op 26 maart 2024 in Madrid.

## Wedstrijden
| №  | Plaats         | Datum             | Competitie                   | Wedstrijd         | Uitslag |
| -- | -------------- | ----------------- | ---------------------------- | ----------------- | ------- |
| 1  | Genua          | 27 mei 1934       | WK 1934                      | Spanje − Brazilië | 3 − 1   |
| 2  | Rio de Janeiro | 13 juli 1950      | WK 1950                      | Brazilië − Spanje | 6 − 1   |
| 3  | Viña del Mar   | 6 juni 1962       | WK 1962                      | Brazilië − Spanje | 2 − 1   |
| 4  | Mar del Plata  | 7 juni 1978       | WK 1978                      | Brazilië − Spanje | 0 − 0   |
| 5  | Salvador       | 8 juli 1981       | Vriendschappelijk            | Brazilië − Spanje | 1 − 0   |
| 6  | Guadalajara    | 1 juni 1986       | WK 1986                      | Spanje − Brazilië | 0 − 1   |
| 7  | Gijón          | 12 september 1990 | Vriendschappelijk            | Spanje − Brazilië | 3 − 0   |
| 8  | Vigo           | 13 november 1999  | Vriendschappelijk            | Spanje − Brazilië | 0 − 0   |
| 9  | Rio de Janeiro | 30 juni 2013      | FIFA Confederations Cup 2013 | Brazilië − Spanje | 3 − 0   |
| 10 | Madrid         | 26 maart 2024     | Vriendschappelijk            | Spanje − Brazilië | 3 − 3   |

## Samenvatting
| Competitie              | Totaal gespeeld | Winst Brazilië | Gelijk | Winst Spanje | Doelsaldo Brazilië – Spanje |
| ----------------------- | --------------- | -------------- | ------ | ------------ | --------------------------- |
| WK-eindronde            | 5               | 3              | 1      | 1            | 10 − 5                      |
| FIFA Confederations Cup | 1               | 1              | 0      | 0            | 3 − 0                       |
| Vriendschappelijk       | 4               | 1              | 2      | 1            | 4 − 6                       |
| Totaal                  | 10              | 5              | 3      | 2            | 17 − 11                     |

Wedstrijden bepaald door strafschoppen worden, in lijn met de FIFA, als een gelijkspel gerekend.

## Details

### Eerste ontmoeting
| WK 1934 (Genua, Italië, 27 mei 1934):                            |       |              |
| Spanje                                                           | 3 – 1 | Brazilië     |
| José Iraragorri 18' (pen.) Isidro Lángara 25' Isidro Lángara 29' | goals | 55' Leônidas |

### Tweede ontmoeting
| WK 1950 (Rio de Janeiro, Brazilië, 13 juli 1950):               |       |                    |
| Brazilië                                                        | 6 – 1 | Spanje             |
| Parra 15' (e.d.) Jair 21' Chico 31', 55' Ademir 57' Zizinho 67' | goals | 71' Silvestre Igoa |

### Negende ontmoeting
| Finale FIFA Confederations Cup 2013 (Rio de Janeiro, Brazilië, 30 juni 2013): |       |        |
| Brazilië                                                                      | 3 – 0 | Spanje |
| Fred 2' Neymar 44' Fred 48'                                                   | goals |        |